# Felix Auerbach
Pour les articles homonymes, voir Auerbach.
Felix Auerbach est un physicien allemand, né le 12 novembre 1856 à Breslau (Wrocław) et décédé le 26 février 1933 à Iéna.

## Biographie
Son père, Leopold Auerbach (de), est un professeur de médecine à l'université de Breslau et un médecin réputé. Sa mère, Arabella Hess, lui transmet le goût et l'aptitude pour la musique, laquelle a pour lui une grande importance tout au long de sa vie. Felix est l'aîné d'une famille de six enfants et il a deux frères plus jeunes, Max, un pianiste, et Friederich, un chimiste.
Felix Auerbach accomplit ses études secondaires dans sa ville natale au lycée Sainte-Marie-Madeleine et entreprend des études universitaires dès l'âge de seize ans à Breslau, à Heidelberg, auprès de Robert Kirchhof, et à Berlin, auprès d'Hermann von Helmholtz, là où il obtient son doctorat en 1875. Le titre de sa thèse, Die Natur des Vokalklanges, prouve l'intérêt qu'il porte pour le domaine de la physique acoustique. Pendant ses études à Heidelberg, Auerbach devient membre de la Verbindung Rupertia (de). Felix Auerbach sert à l'université de Breslau comme doctorant et assistant à partir de 1879. Il épouse Anna Silbergleit (1860 – 1933), qui lutte pour le droit de vote pour les femmes. Le couple reste sans enfant.
À partir de 1889, il dirige la chaire de physique théorique de l'université d'Iéna. Mais comme il est juif, il est déchu de son titre de professeur, puis réhabilité en 1923. Il devient professeur émérite en 1927.
Auerbach pratique le mécénat au bénéfice de nombreux artistes, et sa maison de Iéna est un lieu privilégié de rassemblement culturel. En 1925, Walter Gropius construit pour le couple une maison basée sur des principes d'architecture d'avant-garde. Cette maison, qui s'appelle encore aujourd'hui « Haus Auerbach », est restaurée en 1995. Jusqu'en 1933, elle sert comme centre d'Art et des Sciences. Parmi les amis et invités de marque figurent Max Bruch, Ida Dehmel, Richard Dehmel, Edvard Munch, Henry Van de Velde et Julius Meier-Graefe. Edvard Munch peint un portrait de Felix Auerbach en 1906.
Avec l'arrivée d'Adolf Hitler, le climat antisémite devient intolérable. À la suite de la prise de pouvoir par les nazis en 1933, le couple se suicida.

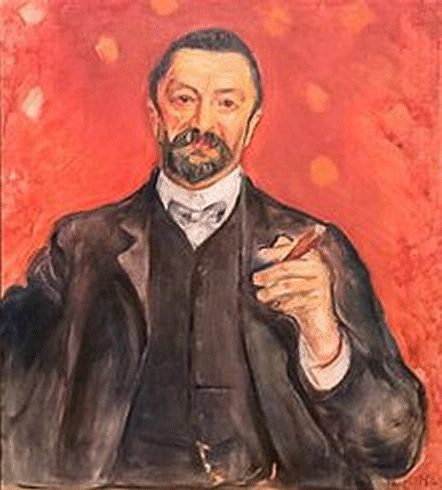
Portrait par Munch de 1906.

## Réalisations
Felix Auerbach est un scientifique polyvalent avec un intérêt pour les aspects pratiques. À l'université d'Iéna, il s'engage pour l'enseignement de la physique expérimentale et fait des recherches sur la résistance des matériaux, ce qui le conduit à développer un appareil permettant de mesurer cette propriété. Au moyen de deux articles en 1906 et en 1921, il aide à disséminer et expliquer la naissante théorie de la relativité élaborée par Albert Einstein. Son nom figure dans la correspondance échangée entre Albert Einstein et Max Born. Il publie de nombreux ouvrages dans des domaines divers incluant la physique acoustique, l'hydrodynamique, la physique statistique et les mathématiques.

## Sélection d'ouvrages
- (de) Die Natur des Vocalklanges. In: Annalen der Physik und Chemie. Ergänzungsbd. 8 (1877), S. 177–225.
- (de) Die Grundlagen der Musik, J.A. Barth, Leipzig, 1911.
- (de) Die Physik im Kriege, Gustav Fischer, Jena, 1915.
- (de) Raum und Zeit, Materie und Energie, Eine Einführung in die Relativitätstheorie, Leipzig, Dürr'sche Buchhandlung 192.
- (de) Entwicklungsgeschichte der Modernen Physik: Zugleich eine Übersicht ihrer Tatsachen, Gesetze und Theorien, Julius Springer, Berlin, 1923.